# Radinovići (miasto Zenica)
Radinovići – wieś w Bośni i Hercegowinie, w Federacji Bośni i Hercegowiny, w kantonie zenicko-dobojskim, w mieście Zenica. W 2013 roku liczyła 180 mieszkańców, z czego większość stanowili Boszniacy.